# Grb Dubrovačke Republike
Dubrovačka Republika je kroz povijest imala više grbova no mišljenje povjesničara koji su se bavili ovom temom je da su se najčešće i najduže koristili grbom koji je zasnovan na grbu Kraljevine Ugarske.

## Povijest grba Dubrovačke Republike
Za vrijeme bizantske vlasti, koja je s prekidima trajala do 1205. godine, uporaba grbova nije bila uobičajena, međutim u Dubrovniku su postojali drugačiji oblici vrhovne vlasti, pa su se stari Dubrovčani 1171. godine od Mletaka branili pod carskim zastavama. Dolaskom pod mletačku vlast, koja je trajala od 1205. do 1358. godine, u javnosti se pojavljuje lik lava koji je bio simbol svetog Marka, zaštitnika Venecije. Završetkom mletačke vlasti nestali su i svi simboli Mletačke Republike, a u Dubrovniku je, sazidana u zidu nekadašnjeg samostana svete Marije, sačuvana samo jedna kamena ploča s reljefnim prikazom venecijanskog krilatog lava.

### Grb s crveno-bijelim gredama
Nakon što se Venecija Mirom u Zadru u korist hrvatsko-ugarskog kralja Ludovika I. odrekla svih posjeda od Kvarnera do Drača, mletački knez je zauvijek napustio Dubrovnik. Dubrovčani su se, nakon što su prihvatili kraljevsku vrhovnu vlast, Višegradskim ugovorom obavezali da će nositi njegovu zastavu ili grb koji je u svom sastavu imao crveno-bijele grede.
Godine 1359. dubrovačke vlasti naručuju iz Venecije zastave s ugarskim grbom, a 1362. i zastave s likom svetog Vlaha. Sudeći prema nekim izvorima uporaba Ugarskoga grba je ovisila o vanjskopolitičkim prilikama, pa je s tim u vezi moguća zapovijed brodskim zapovjednicima da ne smiju isticati nikakve druge grbove osim grbova dubrovačke općine s likom svetog Vlaha i grb Ugarskoga Kraljevstva.
U Dubrovniku je ugarski grb Arpadovića, s crvenim i bijelim gredama, opće prihvaćen kao grb Republike, a kao takvoga stari Dubrovčani su ga zadržali i nakon raskida državničkih veza s Kraljevinom Ugarskom. Iako je deklarativno priznat kao obilježje podređenosti ugarskome kralju, grb s crvenim i srebrnim gredama bio je prihvaćen kao znak suvereniteta Dubrovačke Republike. No za razliku od ugarskog grba, koji na vrhu počinje s crvenom gredom, dubrovački grb se s vremenom promijenio tako da počinje s bijelom gredom, i ta verzija je prevagnula.
Jedan od rijetkih, vjerojatno i jedinih pisanih tragova s kratkim opisom grba Dubrovačke Republike pojavljuje se u knjizi Copioso ristretto degli annali di Rausa Dubrovčanina Jakova Lukarića (Di Giacomo Di Pietro Luccari) tiskanoj u Veneciji 1605. godine. Lukarić na 155. stranici, pri opisu izbornog postupka Dubrovačke Republike, spominje glasačke kutije s grbom Republike s četiri bijele grede na crvenom štitu.
Taj grb je zadržan sve do pada Republike.
U Dubrovniku se danas mogu pronaći brojne slike s ovakvim grbom:
- Knežev dvor, slika svetog Vlaha iz 15. stoljeća, u donjem desnom uglu se nalazi grb s crveno-bijelim gredama,
- Knežev dvor, Slika sa Spomenicom Vladislava Bucchie iz 17. stoljeća, uz spomenicu se nalazi grb s bijelo-crvenim gredama,
- Knežev dvor, Slika panorame Dubrovnika s početka 17. stoljeća, prije velikog potresa, u lijevom gornjem uglu se nalazi grb s bijelo-crvenim gredama,
- Pavao Riter Vitezović, Stematographia sive armorum illiricorum delineatio, descriptio et restitutio (Vienna, 1701), na naslovnoj stranici je grb s četiri crvene i tri srebrne grede,

- Antonio Primi, La legga dell' honesta e del valore (Venetia 1703.), na naslovnici se nalazi grb s bijelim i crnim gredama, no kako je knjiga nije tiskana u boji lako je zaključiti kako tamne grede predstavljaju crvenu, a svijetle bijelu boju,
- Matija Alberti, Oficij B. Marie D. (Venetia 1617.), na naslovnici se nalazi grb s bijelim i crnim gredama, no kako je knjiga nije tiskana u boji lako je zaključiti kako tamne grede predstavljaju crvenu, a svijetle bijelu boju,
- Stjepan Gradić, Peripateticae philosophiae pronunciata, na naslovnici se nalazi grb s bijelim i crnim gredama, no kako je knjiga nije tiskana u boji lako je zaključiti kako tamne grede predstavljaju crvenu, a svijetle bijelu boju,
- Ulazna vrata Palače Sponza, na vratima je u 18. stoljeću nacrtan grb Republike s bijelo-crvenim gredama,
- Isprava Bartolomea Lodovica Ghiglionea, konzula Dubrovačke Republike u Londonu, iz 1790. godine, kojom imenuje kap. Kovačevića prvim poručnikom milicije. Grbovi oblikom izgledaju gotovo jednako današnjem grbu Grada Dubrovnika, ali s plavo-crvenim gredama.[9]

Iako se vremenom mijenjao oblik grba, a ponekad i boje, opće je mišljenje da su kroz povijest bijela i crvena boja greda u štitu grba bile najzastupljenije. Danas se te boje koriste u grbu Grada Dubrovnika.

### Grb s plavo-crvenim gredama
Grbovi drugih boja greda, pretežito plave i crvene, javljaju se na više povijesnih dokumenata, no neki povjesničari vjeruju da su u izradi tih grbova autori radili šablonski i zanatski, a da su boje varirale prema interpretaciji autora.
U Državnom arhivu u Dubrovniku postoji zemljovid Republike koji je 1747. godine izradio Mihajlo Pešić. Pri dnu zemljovida je vidljiv grb s bijelim i crvenim gredama, s tim da su bijele grede prošarane valovitim plavim linijama. Zbog promjene u interpretaciji boja dubrovačkoga grba bijela boja se zamjenjuje plavom, pa je tako na nekim grbovima iz 18. stoljeća moguće vidjeti plave grede ispunjene valovitim linijama, koje u drugoj polovini 18. stoljeća postaju potpuno modre.
Jedan od najzanimljivijih grbovnika za dubrovačku heraldiku je onaj Iva Sarace, koji se može vidjeti u knjizi prijepisa dubrovačkih zakonika sastavljenoj vjerojatno 1746. godine. Na nekoliko listova prijepisa se nalaze obojani grbovi dubrovačkih plemićkih obitelji, a grb Republike je na vrhu. U tome grbu nalazile su se plave i crvene grede, no plave su bile prošarane svjetlijim i tamnijim valovitim linijama. Prema Vitu Galzinskom na taj se način htio dočarati srebrni premaz. Tim rukopisom, koji se u to vrijeme nalazio u Palači Sponza, u vrijeme Republike se služilo pri izdavanju potvrda o plemstvu, a poslužio je kao predložak za restauraciju oštećenog grbovnika. Prilikom restauracije, koja je završena 1956. godine u Splitu, potamnjele srebrnkaste grede su obojane u plavo. U to vrijeme nije bilo ozbiljnijeg istraživanja povijesti grba i bilo je rašireno mišljenje da su boje grba bile plava i crvena Ovaj restaurirani grbovnik danas se nalazi u Kneževom dvoru.

## Galerija
- Grbovi Republike i dubrovačke vlastele - Ivo Saraka
- Grb s plavim i crvenim gredama iz državnih patenata
- Grb s plavim i crvenim gredama iz konzularne diplome (spomenuta isprava Bartolomea Lodovica Ghiglionea)

## Vanjske poveznice
- Pomorski muzej u Dubrovniku - Isprava s povijesnim grbom
- Nella Lonza - Izborni postupak Dubrovačke Republike